# Hermann Maria Scholl

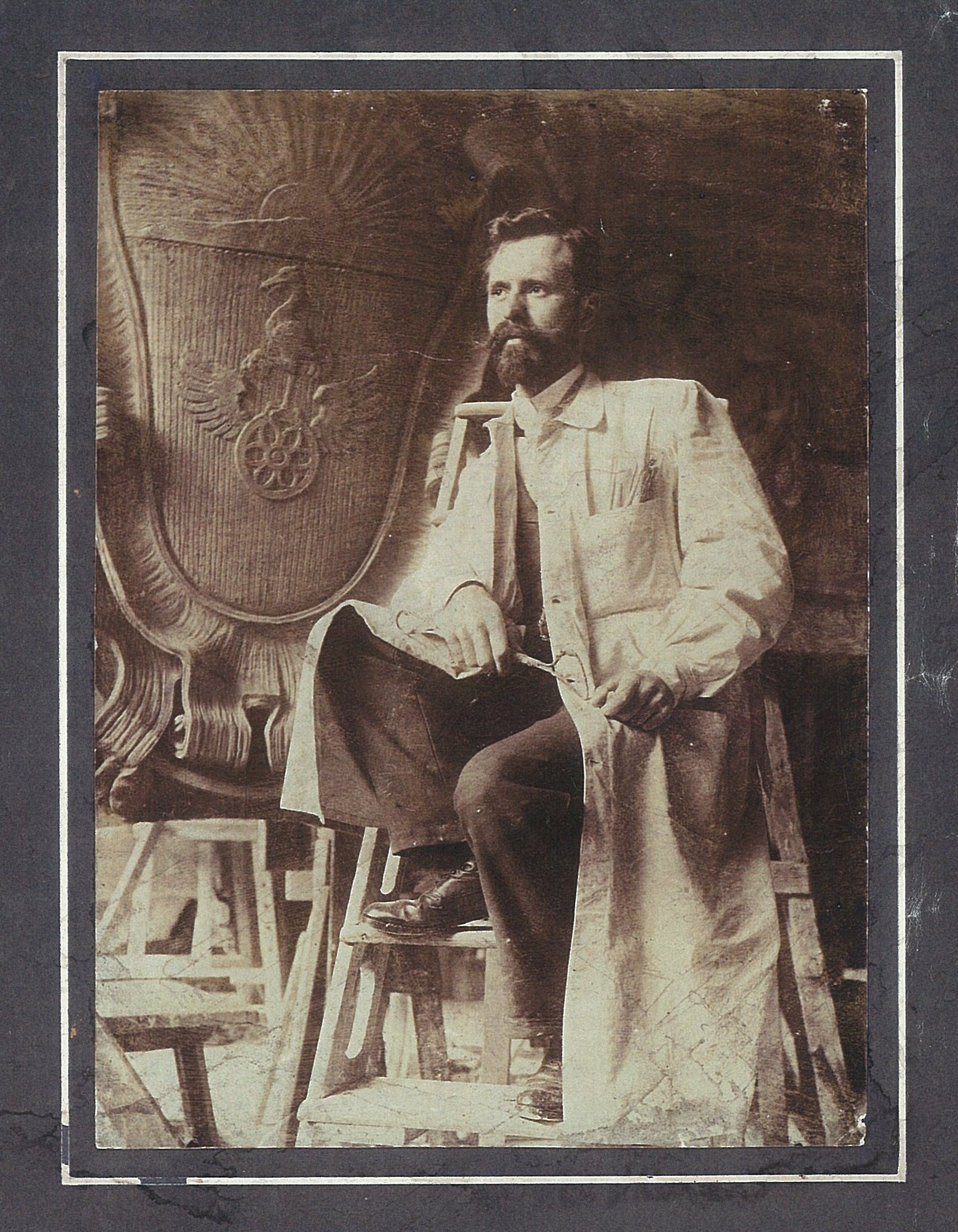
Hermann Maria Scholl

Hermann Maria Scholl (* 27. März 1875 in Darmstadt; † 3. September 1957 ebenda) war ein deutscher Bildhauer.

## Leben
Er wurde durch seinen Vater Karl Scholl und seinem Onkel Anton Scholl ausgebildet. In Frankfurt a. M. besuchte er die Kunstgewerbeschule. 1896 bis 1900 studierte er in Berlin. 1900 bis 1901 war er auf Studienreise in München und im Rheinland. Danach ließ er sich in Darmstadt nieder. Es folgten Aufträge für Staatsgebäude in Hessen z. B. Neues Amtsgericht Darmstadt, Universitätsneubau Gießen, Amtsgericht Laubach, Finanzamt Heppenheim, Porträt des Geheimrats Med. Rat Jäger im Eingang des Stadtkrankenhaus Darmstadt etc.
Hermann Maria Scholl starb 1957 mit 82 Jahren in Darmstadt und ist auf der Familiengrabstätte
im Alten Friedhof Darmstadt beigesetzt.